# Taenaris zaitha
Taenaris zaitha är en fjärilsart som beskrevs av Hans Fruhstorfer 1914. Taenaris zaitha ingår i släktet Taenaris och familjen praktfjärilar. Inga underarter finns listade i Catalogue of Life.